# Joey Tribbiani
Joseph Francis Tribbiani Junior és un personatge de ficció de la comèdia de situació estatunidenca Friends (1994-2004), i el personatge del títol en un spin-off Joey (2004-2006), interpretat per Matt LeBlanc.

## Antecedents
Nascut en Queens (Nova York) el 9 de gener de 1968, Joey ve d'una família italo-americana de 8 fills, en la qual ell és l'únic noi. Ell és en part portuguès, un 1/16, però no se sap de quin costat de la família ve aquesta ascendència. Té 7 germanes: Mary Therese, Mary Angela (amb qui Chandler va sortir a la festa d'aniversari de Joey), Dina, Gina, Tina, Veronica i Cookie. Quan era nen, era molt propens als accidents. Va tenir un amic imaginari anomenat Maurice, el qual era un vaquer de l'espai.
En Joey és un actor "estereotip": practica sexe amb molta freqüència, té un baix nivell d'educació i està constantment buscant treball. Va ser ordenat sacerdot a través d'internet en "The One with the Truth About London", i va oficiar els matrimonis d'en Chandler i la Monica, i la Phoebe i en Mike. Es revela en "The One After 'I Do'" que la mida dels seus petits es molt petita, la qual cosa ell guarda com a secret i es posa a la defensiva. Té un pingüí de peluix anomenat Huggsy, el seu "company pingüí per dormir", amb qui té grans llaços i no li agrada compartir-ho. No li agrada tampoc compartir menjar i té una dificultat enorme amb les matemàtiques (s'evidencia per usar una calculadora per sumar 500 i 500). En esports, a Joey li agraden els New York Yankees en beisbol, New York Knicks en bàsquet, New York Giants en futbol americà, i New York Rangers en hoquei.
La primera frase d'en Joey en la sèrie va ser "Anem, per què no vas a sortir amb aquest noi! Ha de tenir alguna cosa dolenta", quan la Monica es nega a donar detalls sobre el noi amb el qual surt. Una de les seves frases més característiques és "Com va?" ("How you doin?"), amb un accent típic que posa en Joey en aquesta frase, que utilitza quan vol lligar amb una noia. La seva última línia és una resposta a la Phoebe que diu "Crec que aquest és el final." Joey respon, "Sí. Suposo que sí."

## Personalitat
En Joey es caracteritza per ser un faldiller però de bon caràcter al que li encanta el menjar. Particularment estima els entrepans de mandonguilles. Quan li pregunten si renunciaria al sexe per menjar, va tenir problemes i va acabar cridant "Vull un sándwich de dona!". En "The One With the Ride Along", apareix salvant al Ross d'un suposat tret, quan en realitat era al seu sándwich de mandonguilles al que volia salvar, el qual estava prop d'en Ross. Més enllà de ser faldiller, al llarg de la sèrie es destaca per ser, probablement, el que té més qualitats de "bon amic"; mai ha trencat una promesa i sempre ha estat fidel als seus amics, alguna cosa que la resta del grup, amb petits errors, no ha pogut complir del tot. És una mica idiota i savi en qüestions d'amor, sovint basant-se en la seva línia "How you doin?" (Com va això?) però incapaç de tenir bones idees quan es planteja una situació. Això fa referència a l'episodi "The One Where Ross Dates a Student", quan Chandler, referint-se a Joey, diu "Una noia nua i de sobte és Rainman" quan Joey li va suggerir a el Ross amb el treball cridant-ho "el més bufó del departament de paleontologia" comparant l'escriptura de la nota a l'escriptura en els assajos de classe. Un altre exemple d'això, Joey va dir una anédocta referida a "la història d'Europa" o "la història màgica"; aparentment, els qui l'escolten immediatament volen tenir sexe amb qui explica la història. Això va ser provat ser efectiu en "The One With the Videotape", quan es descobreix que la Rachel va utilitzar de manera existosa la història amb el Ross (encara que, com el Ross tenia coneixement de la història per endavant, el fet que Rachel utilitzés la història hauria d'haver estat suficient perquè Ross entengués que l'estava seduint). Ell és intel·ligent en alguns moments, per exemple, en "The One With Ross's Teeth", mentre els altres cinc amics s'asseien en el Central Perk per reflexionar sobre per què no queien bé als seus caps, va ser en Joey qui va dir, "Potser és perquè tots esteu aquí asseguts a les 11.30 del matí d'un dimecres."
Joey és extremadament promiscu amb les dones. En "The One with Monica's Thunder", Chandler li pregunta a Joey, "Vas tenir molt sexe, no és cert?", al que Joey respon, "Avui? No gaire." Té sexe amb moltes dones amb les quals treballa (encara que va negar una oferta per tenir sexe amb una directora de càsting perquè ell volia estar en l'elenc per les seves aptituds d'actor, no per mèrits sexuals; la seva integritat va baixar quan l'agent li va donar un paper més important al que ell originalment es va presentar). Aparentment ha estat actiu sexualment per un llarg temps; va descordar el sostenidor d'una nena de 16 anys quan tenia nou, va tenir sexe amb la seva professora en setè grau, i va tenir un descans de primavera salvatge quan va tenir 13. És molt encantador amb totes les dones però mai sembla entrar en una relació compromesa.
Es destaca per ser un entusiasta de Stephen King, dient que llegeix The Shining una vegada i una altra, com també és fan de l'adaptació al cinema d'una de les seves novel·les, Cujo. També es va fer fan de les novel·les clàssiques, de Little Women després que la Rachel li demanés que ho llegís per veure si era millor que The Shining. Al Joey li va encantar la novel·la i va quedar desconsolat quan un dels personatges principals s'estava morint.
Altres papers coneguts d'en Joey durant la sèrie Friends van incloure un paper en un comercial per a "Pintallavis per a homes" que va sortir només al Japó, un anunci per a un dispositiu que et permet abocar la llet dels cartrons de llet, un paper principal en World War I, i un paper estel·lar en un programa de policies anomenat Mac and C.H.E.E.S.E, que es va cancel·lar a meitat de la sèrie. En termes de treball en l'escenari, va aparèixer en una obra anomenada Boxing Day on el seu personatge "Victor" es va a l'espai exterior, i va interpretar a Sigmund Freud en l'obra Freud!, la Monica i en Chandler una vegada van discutir a haver-hi vist a Joey en una versió de Macbeth. En la temporada un, en Chandler també afirma haver vist a en Joey en un remake de "Pinocchio".
En un episodi, en Joey optava a un paper estel·lar en una pel·lícula en la qual havia d'interpretar a un immigrant catòlic. La pel·lícula necessitava tenir una escena de sexe, però en Joey no es va adonar fins al final del càsting que li faltava una peça essencial per al paper. Quan en Joey li va explicar la situació a la Monica, desesperadament van tractar de crear un usant una masilla. Tot semblava anar bé fins que en Joey va quedar-se nu al càsting i el seu 'prepuci' va caure, la qual cosa va provocar que respongués, "Bé, això mai havia passat abans."
Amb la cancel·lació ràpida de Mac and C.H.E.E.S.E., Joey va tenir molta mala sort en la seva carrera d'actor. Va filmar un paper en un episodi de Law & Order que va ser tallat de l'episodi complet, Joey només es "va veure" com un cadàver tancat a una bossa. Va ser cridat per a una pel·lícula independent anomenada Shutter Speed, però no la van rodar. També, va ser acomiadat d'un comercial de Burger King. Després, en el spin-off Joey, Joey va rebutjar un paper en una sitcom anomenada Nurses per protagonitzar un pilot de sèries diferents. El seu pilot no va ser triat, mentre que Nurses es va convertir en un gran èxit.
No obstant això, la seva carrera com a actor va tenir bons moments. En Joey, es revela que el personatge del Doctor Drake Ramoray va morir de nou en Days of our Lives quan una infermera ho va apunyalar mentre ell estava operant al seu espòs ("Joey and the Wrong Name"). Va guanyar un premi Daytime Soap per "Millor Escena de Mort." En episodis posteriors de Joey, en Joey va tenir un paper estel·lar en Deep Powder. Quan ho van acomiadar d'aquest treball, gairebé tot seguit es va recuperar per apropiar-se d'un paper protagonista en la pel·lícula d'acció de gran pressupost Captured.
En Joey esmenta breument que Al Pacino és el seu ídol. En Friends, en Joey té un pòster de la pel·lícula d'Al Pacino de 1983 Scarface a la seva habitació. El mateix pòster és vist a la seva casa en Joey. En un episodi, en Joey és contractat per ser el "doble de cul" d'Al Pacino, un paper que va perdre a causa de la seva sobreactuació. També va esmentar que la seva pel·lícula favorita és Die Hard.

## Altres treballs
En Joey va ser empleat breument en el Central Perk com a cambrer. Enfront un període de crisi a la seva carrera com a actor, en Joey va persuadir a en Gunther, el gerent, per prendre el treball servint cafè. Al principi, Joey va tractar d'amagar el seu nou treball dels seus amics, però finalment li van descobrir. No li agradava el treball però, fidel a la seva naturalesa, aviat va trobar una manera d'utilitzar la seva posició per conèixer i satisfer a dones atractives donant-lis menjar gratis, una pràctica que en Gunther ràpidament va detenir. Joey no va prendre el seu treball seriosament i va passar moltes de les seves hores de treball assegut i parlant amb els seus amics. Finalment, va ser acomiadat per tancar la cafeteria al migdia per anar a una audició mentre en Gunther no estava. La Rachel després va persuadir a en Gunther per donar-li de nou el treball a Joey, però Joey va trobar treballs d'actuació més estables i finalment no va tornar al Central Perk. La seva absència amb prou feines es va notar. En un episodi posterior, Joey s'adona que se li va oblidar dir-li a en Gunther que havia deixar el treball, al que en Gunther va respondre que ell ja li havia acomiadat abans.
Un altre dels llocs de treball d'en Joey va ser quan tenia pocs diners i va ser donant d'esperma en un hospital; al final, l'hospital li pagaria als donants $700. Això va ser esmentat quan la Monica estava tractant de seguir endavant per la seva ruptura amb en Richard Burke. Ella va decidir que volia un bebè així que va estar buscant donants d'esperma i es va adonar que un donant anònim era en Joey. Després ell es va ofendre quan va descobrir que el seu esperma no s'havia fet molt popular.
Alguns dels altres treballs de Joey van ser vendre arbres de Nadal, vestir-se de Pare Noel i d'elf de Nadal, treballar com un guia turístic en el Museu d'Història Natural, on Ross treballava, oferint mostres de perfum a clients en una botiga, i com un romà guerrer en Caesar's Palace a Las Vegas.
També va treballar en el restaurant "Alessandro's" on la Monica era cap de cuina, sobrenomenant-se a si mateix "Drac", mentre estava allà. La Monica el va acomiadar, així podia intimidar als altres empleats, que no tenien cap respecte a la Monica, però va tenir moltes propines i es va retirar del tracte, adonant-se després com era d'important ser acomiadat per la Monica. Després es va preparar per ser acomiadat l'endemà.
Va passar un episodi treballant amb Chandler com un processador. Va tractar el treball com qualsevol altre paper d'actuació on ell era "Joey, el tipus com a processador" i es va crear un personatge pel treball. En Chandler va començar a detestar el personatge d'en Joseph quan ell va començar a semblar-se al Chandler mentre treballava. Joey finalment va deixar el treball després que en Chandler pretengués ficar-se al llit amb l'esposa d'en Joey i es va adonar que a en Chandler no li agradava el personatge de Joseph.
Abans del casament de la Monica i en Chandler, quan els dos van admetre que tenien problemes trobant a algú per dur a terme la cerimònia, Joey es va oferir per al paper, posteriorment ordenant-se en Internet per estar autoritzat per dur a terme el matrimoni. Aparentment, ha mantingut aquest paper almenys fins a la temporada deu, quan va estar en la cerimònia de Phoebe i Mike, dient que els capellans tenen permís per viatjar en el metre de franc (encara que ell diu que la Bíblia ha de ser llegida amb molta cura per identificar el pas que permet això).

## Relacions

### Rachel
Una de les seves millors amigues en la sèrie,i la seva companya de pis en les últimes temporades.Quan la Rachel va quedar embarassada d'en Ross, va ser en Joey qui més la va cuidar i va acaronar, desenvolupant posteriorment sentiments romàntics per ella. Va ser la primera noia de la qual ell es va enamorar,i va ser rebutjat per ella. No obstant això, capítols després, Rachel es va adonar que sí sentia alguna cosa per Joey, i després d'alguns contratemps van poder per fi estar junts, encara que només van durar una setmana ja que se'ls feia estrany estar íntimament junts sent tan bons amics,i van decidir continuar la seva amistat normalment.

### Chandler
En Joey va ser inicialment rebutjat pel Chandler quan aquest va fer-li una entrevista per ser el seu company de pis, i en Joey va pensar que en Chandler era homosexual. No obstant això, el senyor Heckles, un altre resident de l'edifici, va interferir a la selecció del company de pis, deixant que en Joey es mudés (en "The One with the Flashback") en 1996, Joey es va mudar tres anys abans encara que en "The One with All the Thanksgiving" mostra que el grup sabia que Joey era el company de pis en 1992 i que ell hauria estat ja el seu company des de feia força temps). Els primers dies en Joey va mostrar atracció per la Monica, atracció que va se mutua però breu. Això es va calmar i en Chandler i en Joey van començar a acostar-se i es van convertir en grans amics, mentre la vida calmada d'en Joey començava a créixer en la de Chandler. Més tard, a la sèrie, van comprar un pollet i un ànec, als qui Chandler havia cridat Yasmine i Dick respectivament. Sovint tenien baralles entre ells barallant com un vell matrimoni, amb en Chandler sovint assumint el paper de l'esposa mentre que en Joey assumia el paper de l'espòs, això finalment va acabar quan en Chandler es va mudar amb la Monica i va començar una relació amb ella. Joey es va mudar temporalment quan va tenir èxit amb el seu personatge de Doctor Drake Ramoray, però aviat es va mudar de tornada a l'altre apartament. Al final de la sèrie, en Chandler i la Monica van deixar en clar que la seva nova casa fora de la ciutat tindria una habitació per a ell.

### Ross
Les relacions amb els altres amics sempre han estat bones. El seu millor amic és en Chandler, i en Ross és el segon més proper (encara que en Ross ha estat anomenat com el seu millor amic moltes vegades). En un moment quan el Joey i el Chandler tenen problemes perque en Chandler va besar a la parella d'en Joey, en Joey va reemplaçar a en Chandler pel Ross com a millor amic encara que això només va durar fins que en Chandler va passar un Dia d'Acció de Gràcies dins d'una caixa per mostrar el seu respecte i com una disculpa cap a en Joey. En Joey i en Chandler han estat millors amics des de llavors.
D'altra banda, en Joey i en Ross van compartir moments en un episodi després de mirar Die Hard tota la nit. Es van quedar adormits al sofà d'en Ross.En Joey va gaudir molt i va tractar d'obligar a en Ross per fer més migdiades amb ell. També, al principi de la sèrie, després de ser persuadit pel Joey, en Ross es rendeix i el besa per ajudar-li a practicar a besar homes per a un paper d'un home homosexual. En resposta, Joey respon que l'audició havia acabat, que no havia obtingut el paper, però el petó va ser molt bé rebut.

### Monica
En Joey va deixar que la Monica en contractés i l'acomiadés per mostrar als seus empleats que ella no era una presa fàcil. Quan ell va descobrir que la Monica i en Chandler havien començat una relació romàntica, va acceptar mantenir-ho en secret fins que els dos estiguessin preparats per revelar-ho a la resta del grup. Va trucar a en Chandler moments després de sospitar que la Monica estava tenint una aventura amb un home misteriós quan ell va escoltar-ho a l'apartament.
La Rachel i les altres dones de la sèrie han estat objecte de molts comentaris sexistes de Joey, especialment la Monica. No obstant això, ell sempre va gaudir d'una relació propera amb la Monica, la Rachel i la Phoebe; LeBlanc va especular que Joey veia a les noies com a germanes més que com a potencial en el seu interès romàntic.
En un dels episodis, en Joey va tenir un somni romàntic amb la Monica, i va pensar que potser estava enamorat d'ella. Les coses es van aclarir després, i Joey la va considerar la seva amiga des d'aquell moment.

### Phoebe
Quan la Phoebe va ser mare de lloguer del seu germà i de sobte anhelava la carn, en Joey es va oferir en no menjar carn fins que els bebès naixessin, per compensar el seu consum, i, d'alguna forma, preservar el seu vegetarianisme (cap animal extra seria assassinat). En "The One With all the Cheesecakes", es mostra que els dos tracten de sopar junts per discutir sobre els seus altres amics. Quan la Phoebe estava empipada perquè ella havia complert els trenta-un anys sense haver tingut el petó perfecte, en Joey la besa perquè pogués esborrar això de la llista (agregant que té ascendència portuguesa quan ella va esmentar que no havia conegut a cap persona portuguesa).
Curiosament, en Joey va compartir sentiments romàntics per la Phoebe. En Joey pensa que la Monica és bonica i la Rachel també, i es mostra coquetejant amb elles algunes vegades. Joey va sortir amb la germana bessona de la Phoebe, la Úrsula, el que va molestar a la Phoebe per la relació que tenia amb ella. D'acord amb Joey, "Phoebe és Phoebe, Ursula és bonica."
Quan la Monica descobreix que en Joey "veu a una amiga de forma diferent", ella assumeix que és a la Phoebe. Phoebe, sobtada per la notícia, s'acosta a en Joey, per descobrir que és Rachel de qui es tracta. Phoebe té a Joey com a pla B per al seu matrimoni.
Quan els amics creuen que el grup potser se separarà, la Phoebe i la Rachel conspiren per separar-se del grup, però la Phoebe insisteix que en Joey havia de ser convidat al seu grup. La lleialtat de Phoebe és mostrada de nou quan ella diu que podria viure a Las Vegas, ja que té tot el que necessita, "Incloent a en Joey!". Ell al seu torn, la convida per viure amb ell en la mansió que ell espera tenir quan es faci ric per tenir un bessó de mans. La Phoebe també una vegada va dir, "Quan la revolució vingui, us hauré de destruir a tots." Després d'un moment de pausa, la Phoebe agrega amb un somriure, "A tu no Joey."
Quan en Joey va descobrir per un client del Central Perk que la Phoebe aparentment era una estrella del porno, encara que ell després lloga alguna de les pel·lícules de 'Phoebe' per revelar les notícies als altres, es nega a veure les pel·lícules, fins i tot quan els altres quatre decideixen mirar-la, encara que ell mostra interès en elles quan descobreix que és la Ursula i no la Phoebe.
En "The One With the Red Sweater", quan Joey creia que la Phoebe estava embarassada, va proposar-li matrimoni, dient que el món és massa aterridor per a una mare soltera. Aquesta proposició va ser feta aparentment sense intencions romàntiques. La Phoebe li diu que sí i accepta l'anell, però la Monica li diu a en Joey que és la Rachel qui està embarassada, així que Joey l'hi proposa a la Rachel i ha de recuperar l'anell de la Phoebe.
La Phoebe organitza cites a en Joey amb moltes amigues. En una doble cita, en Joey li organitza una cita amb un estrany, en Mike, amb qui ella finalment es casa.

## Edat
L'edat de Joey no es tracta sempre. En "The one with the birth", que va sortir a l'aire l'11 de maig de 1995, en Joey diu que té 25 anys, la qual cosa el fa ser més jove que la Monica, ja que ella va dir que tenia 26. En "The one where Joey moves out", que es va emetre menys d'un any després, al febrer de 1996, en Joey diu que té 28. Això últim va posar la seva data d'aniversari en 1967 o començaments de 1968, cosa que el fa ser més gran que en Chandler, que ha de ser si els esdeveniments en "The One Where They All Turn Thirty", del 8 de febrer de 2001, estan correctes. En "The One With Russ", que va ser emès el gener de 1996, en Joey diu que ha estat actuant durant 10 anys. En la sisena temporada es diu que Joey tenia 13 anys en 1981, la qual cosa situa la data de naixement de Joey també entorn al 1968. En "The One With the Cake", d'octubre de 2003, es diu que en 17 anys Joey tindrà 52 anys, la qual cosa fa que la seva edat sigués 35 en aquell moment.
En l'actualitat, a 2019, si parlem de que ell va néixer en 1968, es pot dir que tindria 51 anys.

## Després deFriends

### Joey(sèrie de televisió)
Després de la temporada final en 2003/2004 de Friends, Joey Tribbiani es va convertir en el personatge principal de Joey, un spin-off de la sèrie de televisió, on es muda a Los Angeles per polir la seva carrera com a actor. La seva germana Gina Tribbiani i el seu nebot Michael van ser dos personatges principals en la nova sèrie. La Gina és una dona senzilla qui, amb orgull, es vesteix amb roba reveladora. En Michael és un noi tímid que estudia ciències i qui no és molt bo socialitzant amb dones. En Joey té una relació de bona amistat amb una dona atractiva anomenada Alex, qui al costat del seu marit, un músic ambulant anomenat Eric, és el propietari de la casa on viu en Joey. En Joey contracta a un nou agent anomenat Bobbie Morgenstern, qui és bastant desagradable i no gaire simpàtic amb en Joey. En Michael, volent seguir el seu propi camí, es muda amb en Joey, encara que la Gina continua tenint una freqüent presència a l'apartament d'en Joey i en Michael (segueix apareixent per rentar la roba d'en Michael, per exemple).
Lucy Liu finalment s'uneix al repartiment com a productora executiva de Deep Powder. Joey comença una relació romàntica amb una fotògrafa del veïnat anomenada Sarah (Mädchen Amick), sent la seva primera relació en curs que dura més d'un episodi des del seu romanç amb la Rachel a Friends. No obstant, això, acaba quan la Sarah deixa a en Joey pel seu nou treball a Washington DC, sentint que la seva relació no era prou seriosa perquè ella es quedés.
Després del comiat de la Sarah, l'Alex se separa d'en Eric i troba consol als braços d'en Joey, però això no dura massa temps.
Al temps, després de ser assassinat en Deep Powder per ser massa exigent, perquè ell va pensar que "Estats Units m'estima", Joey va aconseguir la seva primera gran oportunitat en la reeixida pel·lícula Captured.
Després va comprar una casa que es va incendiar i veu a la seva germana reunir-se amb el pare del seu fill. Mentre la sèrie acaba, té una relació amb l'Alex i veu a la seva germana casar-se amb el pare del seu fill creant una nova família.
L'última línia d'en Joey, va ser per a l'Alex, "Aquí està, ho has aconseguit."